# سامی چنگ
سامی چنگ (انگلیسی: Sammi Cheng؛ زادهٔ ۱۹ اوت ۱۹۷۲) یک هنرپیشه، و خواننده است.
از فیلم‌ها یا مجموعه‌های تلویزیونی که وی در آن‌ها نقش داشته است می‌توان به ققنوس وارد می‌شود، آشپزخانه جادویی و حسرت ابدی اشاره نمود.